# ラリー・ホームズ
ラリー・ホームズ（Larry Holmes、1949年11月3日 - ）は、アメリカ合衆国の元プロボクサー。ジョージア州カサバート出身。元WBC・IBF世界ヘビー級王者。ニックネームは「イーストンの暗殺者」（The Easton Assassin）。

## 概要
モハメド・アリの引退後、マイク・タイソン台頭までの、1970年代末期から1980年代前半、いわゆる「ポスト・アリ」時代に最盛期を迎え、ヘビー級で長期政権を築き17度のWBC王座防衛、3度のIBF王座防衛に成功した。ホームズの左ジャブはボクシング史上最高と評価されることが多く、実力は折り紙付きで防衛戦でも多くの好ファイトを見せたが、「アリのコピー」呼ばわりされたこと、加えて強力なライバルの不在から人気は今一つであった。大きな注目を集めたのは引退から再起して衰えが顕著だったアリとの一戦、白人ホープのジェリー・クーニー戦、ロッキー・マルシアノと並ぶ49戦全勝がかかったマイケル・スピンクス戦くらいで、アリやクーニーには勝利するも憎まれ役と見られ、スピンクスには僅差で敗れるなど、運にも恵まれなかった。そのためホームズは「史上最も過小評価されているヘビー級王者」と呼ばれることが多いが、フロイド・メイウェザー・ジュニアは「史上最高のヘビー級ボクサー」としてホームズを挙げている。インタビューをしたアメリカのフィルムコレクターのジャーナリストによれば、ホームズは非常にたくさんの自分のノーテレビの映像を撮影したフィルムを持っているが、過去の自分の試合に無頓着で映像化する気は全然ないとのこと。
下積み時代モハメド・アリのスパーリングパートナーを務めたことでボクシングの技術だけでなくマスコミ対応や多くのことを学んだと語っている。また学習能力が高いと自己分析しており、トレーナーはメンターのような師匠と弟子の関係ではなくアドバイザーに過ぎないという考え方を示している。従ってマイク・タイソンと養父でもあったカス・ダマトとの関係性には選手の精神的な脆弱性がありうるとの見方を持っていた。また「ファイターを偉大たらしめるものはどんな相手を倒したか」という持論を持つ。

## 来歴
貧しい家庭の12兄弟の4男として生まれる。父親は庭師として働いていたが、それだけでは大家族を養いきれず、生活保護を受けていた。家計が苦しかったことでホームズは小学校を7年で中退して、洗車場で働いた。
19歳の時にボクシングを始める。
1972年、デュアン・ボビックに敗れ、ミュンヘンオリンピック代表の座を逸す。
アマチュアの戦績19勝3敗でプロへ転向。
1973年3月21日、プロデビュー。その後、モハメド・アリ、ジョー・フレージャー、ジミー・ヤング、アーニー・シェーバースのスパーリング・パートナーを務めた。
1978年3月25日、元スパーリング・パートナーで「ヘビー級史上最高のハードパンチャー」と称されるアーニー・シェーバースを12回3-0の判定で破り、WBC世界ヘビー級王座の挑戦権を獲得した。
1978年6月9日、WBC世界ヘビー級王者ケン・ノートンに挑戦。激しい打ち合いを繰り広げ、14回までの採点でジャッジ3者全員が同点を付けるほどの接戦となったが、最終回にホームズが猛攻し15回2-1の僅差で判定勝ちを収め、王座獲得に成功した。
最初の2度の王座防衛戦で、ホームズはアルフレッド・エヴァンゲリスタとオッシー・オカシオを容易くKOした。1979年6月22日、後のWBA世界ヘビー級王者マイク・ウィーバーと対戦。ウィーバーは当時19勝8敗の戦績であったためホームズの楽勝と思われていたが、10回までウィーバーは善戦。しかし、ホームズは11回終盤に右アッパーでダウンを奪い、続く12回に猛攻を開始し、連打でウィーバーをロープまで後退させ、見かねたレフェリーが試合をストップしTKO勝ちを収め、3度目の王座防衛に成功した。
1979年9月28日、ケン・ノートンを初回でKOし王座挑戦権を獲得したアーニー・シェーバースと再戦。最初の6回まではホームズが優勢だったが、7回にシェーバーズの強烈な右オーバーハンドを貰いダウンを喫する。しかしホームズは立て直し、11回にシェーバーズを攻め続け、レフェリーが試合をストップしTKO勝ちを収め、4度目の王座防衛に成功した。続く3度の防衛戦で、ホームズはロレンゾ・ザノン、リロイ・ジョーンズ、スコット・ルドゥーをストップで破った。
1980年10月2日、ラスベガスのシーザーズ・パレスでかつてスパーリング・パートナーだった元WBA・WBC世界ヘビー級統一王者モハメド・アリと対戦。この頃、アリはパーキンソン病の兆候である声の吃音や手の震えが見られ、ネバダ州アスレチック・コミッション（NSAC）はアリの健康状態を懸念してラスベガスで精密検査を受けるよう命じた。アリはメイヨー・クリニックで検査を受け、クリニックはアリが試合を行うことに問題はないと発表し、1980年7月31日、NSACは正式にアリの復帰戦を許可した。しかし、試合は減量のために服用した甲状腺薬の影響で衰弱していたアリをホームズが一方的に圧倒し、14回終了時にアリのトレーナーのアンジェロ・ダンディーがストップを要請したため、TKO勝ちで8度目の王座防衛に成功した。ホームズのトレーナーであるリッチー・ジャケッティは「ひどい…私の中で最悪のスポーツイベントだった」と語り、リングサイドで観戦した俳優のシルヴェスター・スタローンは「まだ生きている男の解剖を見ているようだった」と語っている。アリの元リングドクターのファーディ・パチェコは「あの戦いに関わった人たちは全員逮捕されるべきだった。あの試合は忌まわしい物であり、犯罪そのものだった」と怒りを露わにした。ホームズは控室に戻って号泣し、ジャケッティは後に「ラリーはアリと戦うことを望んでいなかった。試合が惨劇になることを分かっていた」と振り返っている。一般的に、この試合がアリのパーキンソン病の一因となったと言われており、衰えの顕著だったアリを一方的に打ちのめす試合内容から、ホームズはこの試合以降憎まれ役として見られるようになった。
1981年4月11日、後のWBC世界ヘビー級王者トレバー・バービックを判定で破り9度目の王座防衛に成功したホームズは、その2か月後に元WBA・WBC世界ヘビー級統一王者レオン・スピンクスを3回にTKOし10度目の王座防衛に成功した。1981年11月6日、レナルド・スナイプスと対戦し、7回にダウンを奪われるも、11回TKO勝ちを収め11度目の王座防衛に成功した。
1982年6月11日、25戦無敗で直近の試合でケン・ノートンを54秒でTKOしたジェリー・クーニーと対戦。試合前、プロモーターのドン・キングはクーニーを「グレート・ホワイト・ホープ」（白人の希望の星、1910年代初頭に作家のジャック・ロンドンが、当時の世界ヘビー級王者ジャック・ジョンソンに挑戦する元世界ヘビー級王者ジェームス・J・ジェフリーズへ向けて作った言葉）として大々的に宣伝した。この試合のホームズとクーニーのファイトマネーはそれぞれ1000万ドルであり、ホームズは「クーニーが白人でなければ王者である俺と同額のファイトマネーを受け取ることはできなかっただろう」と語っている。また、試合前にスポーツ月刊誌『スポーツ・イラストレイテッド』は表紙にホームズではなくクーニーを起用した。更に試合前の選手コールの際には、王者であるホームズが先に紹介されクーニーが後に紹介される（通常は挑戦者が先で、王者が後に紹介される）など、ホームズは不遇な扱いを受け続けた。試合はシーザーズ・パレスの駐車場に特設で建てられた3万2000席のスタジアムで行われ、テレビでの視聴者は数百万人を記録した。ホームズは初回から優勢に試合を進め、2回にはクーニーからダウンを奪った。その後、13回にホームズは連打で再びダウンを奪い、クーニーは立ち上がったがトレーナーのビクトル・ヴァッレがストップを要請したためTKO勝ちを収め12度目の王座防衛に成功した。
1983年11月25日、WBCはランキング1位のグレグ・ペイジと対戦するよう指令を出すが、ファイトマネーの額に満足でなかったホームズはジョー・フレージャーの息子マーヴィス・フレージャーと対戦し、初回TKO勝ちを収め、翌月に17度にわたって防衛したWBC王座を返上した。
1983年12月11日、USBA国際部（後のIBF）から初代世界ヘビー級王者に認定された。その後、ジェームス・スミス、デビッド・ベイ、カール・ウィリアムスを破り3度の防衛に成功。
1985年9月22日、1階級下のWBA・WBC・IBF世界ライトヘビー級統一王者マイケル・スピンクスと対戦。ホームズはこの試合に勝利すれば、元世界ヘビー級王者ロッキー・マルシアノの保持する49戦全勝の大記録に並ぶこととなり、試合前はホームズの有利と目されていたが、15回0-3の判定負け。王座から陥落し、ホームズの無敗連勝記録は48でストップした。この試合は、リングマガジン アップセット・オブ・ザ・イヤーに選出された。
1986年4月19日、IBF世界ヘビー級王者マイケル・スピンクスにダイレクトリマッチで挑戦するが、15回1-2の僅差判定負けを喫し王座奪還に失敗した。試合後、ホームズは判定への不満を語った。
1986年11月6日、37歳の時に1度目の引退を発表。
1988年1月22日、引退を撤回してWBA・WBC・IBF世界ヘビー級王者マイク・タイソンに挑戦するが、4回に右フックで失神KO負け。王座獲得に失敗し、試合後に2度目の引退を発表した。
1991年4月7日、引退を撤回して2度目の復帰。5連勝を飾る。
1992年2月7日、18戦無敗の元WBO世界ヘビー級王者レイ・マーサーと対戦し、番狂わせとなる12回3-0の判定勝ちを収めイベンダー・ホリフィールドへの挑戦権を獲得した。ホームズは後に、網膜剥離を患っていた状態でマーサーと戦ったと語っている。 
1992年6月19日、WBA・WBC・IBF世界ヘビー級王者イベンダー・ホリフィールドに挑戦するが、12回0-3の判定負けを喫し王座獲得に失敗した。この試合でコンタクトレンズ（ソフト）を着用していたことが試合終了直後に発覚。
1995年4月8日、WBC世界ヘビー級王者オリバー・マッコールに挑戦するが、僅差で12回0-3の判定負けを喫し王座獲得に失敗した。
1999年1月23日、ジョージ・フォアマンとの対戦が決定するが、プロモーターが期限までに資金を集めきれなかったため、試合数週間前に中止となった。
2002年7月27日、バタービーンと対戦し、10回3-0の判定勝ち。これが最後の試合となった。

### 引退後

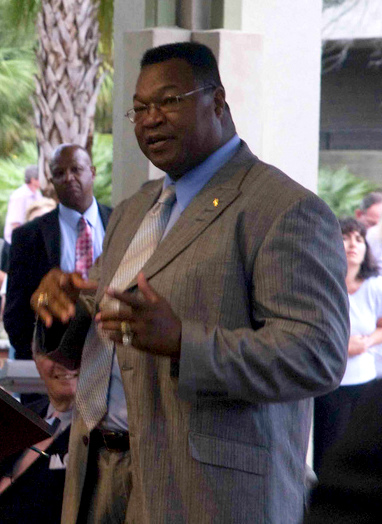
2010年のホームズ

引退後、ホームズはボクシングで稼いだお金を投資し、故郷のイーストンに定住した。また、様々な事業を通じて200人以上の従業員を雇用すると、2008年にはレストラン2軒とナイトクラブ、トレーニング施設、オフィスビル、スナックバー、スロットマシン場を所有するなど成功を収めた。
2013年3月、高血糖で2度入院する。
2014年、自宅を含む、イーストンのレストラン2軒とナイトクラブ、トレーニング施設、オフィスビル、スナックバー、スロットマシン場の全ての不動産を起業家のジェラルド・ゴーマンに売却した。

## 私生活
1979年、ホームズはダイアン・ロビンソンと結婚し、2人の子供を儲けた。また、ホームズには以前交際していた2人の女性との間に3人の娘もいる。2019年現在、ホームズはペンシルベニア州イーストン近郊のパーマータウンシップに住んでいる。弟のマーク・ホームズは1980年から1987年までミドル級で活動したプロボクサーであった。

## 戦績
- プロボクシング: 75戦 69勝 (44KO) 6敗

| 戦           | 日付           | 勝敗 | 時間      | 内容    | 対戦相手                       | 国籍                 | 備考                                    |
| ------------ | -------------- | ---- | --------- | ------- | ------------------------------ | -------------------- | --------------------------------------- |
| 1            | 1973年3月21日  | ☆    | 4R        | 判定    | ロデル・デュプリー             | アメリカ合衆国       | プロデビュー戦                          |
| 2            | 1973年5月2日   | ☆    | 3R 1:32   | TKO     | アート・サベージ               | アメリカ合衆国       |                                         |
| 3            | 1973年6月20日  | ☆    | 1R 2:14   | TKO     | カーティス・ホイットナー       | アメリカ合衆国       |                                         |
| 4            | 1973年8月22日  | ☆    | 6R        | 判定    | ドン・ブランチ                 | アメリカ合衆国       |                                         |
| 5            | 1973年9月10日  | ☆    | 6R        | 判定    | ボブ・ボジック                 | カナダ               |                                         |
| 6            | 1973年11月14日 | ☆    | 6R        | 判定    | ジェリー・ジャッジ             | アメリカ合衆国       |                                         |
| 7            | 1973年11月28日 | ☆    | 3R 1:05   | TKO     | ケビン・アイザック             | アメリカ合衆国       |                                         |
| 8            | 1974年4月24日  | ☆    | 4R 2:23   | TKO     | ハワード・ダーリントン         | ペルー               |                                         |
| 9            | 1974年5月29日  | ☆    | 7R        | TKO     | ボブ・マッシュバーン           | トリニダード・トバゴ |                                         |
| 10           | 1974年12月11日 | ☆    | 1R 2:47   | TKO     | ジョー・ハサウェイ             | アメリカ合衆国       |                                         |
| 11           | 1975年3月24日  | ☆    | 1R 1:57   | KO      | チャーリー・グリーン           | アメリカ合衆国       |                                         |
| 12           | 1975年4月9日   | ☆    | 3R        | TKO     | オリバー・ライト               | ジャマイカ           |                                         |
| 13           | 1975年4月26日  | ☆    | 4R 2:58   | KO      | ロバート・ヤーボロー           | アメリカ合衆国       |                                         |
| 14           | 1975年5月16日  | ☆    | 3R        | KO      | アーニー・スミス               | アメリカ合衆国       |                                         |
| 15           | 1975年8月16日  | ☆    | 7R        | TKO     | オビー・イングリッシュ         | アメリカ合衆国       |                                         |
| 16           | 1975年8月26日  | ☆    | 10R       | 判定    | チャーリー・ジェームス         | アメリカ合衆国       |                                         |
| 17           | 1975年10月1日  | ☆    | 1R 2:42   | TKO     | ロドニー・ボビック             | アメリカ合衆国       |                                         |
| 18           | 1975年12月9日  | ☆    | 1R        | KO      | レオン・ショー                 | アメリカ合衆国       |                                         |
| 19           | 1975年12月20日 | ☆    | 3R 2:29   | TKO     | ビリー・ジョイナー             | アメリカ合衆国       |                                         |
| 20           | 1976年1月29日  | ☆    | 8R 2:32   | TKO     | ジョー・ゴルストン             | アメリカ合衆国       |                                         |
| 21           | 1976年4月5日   | ☆    | 2R 2:18   | TKO     | フレッド・アスキュー           | アメリカ合衆国       |                                         |
| 22           | 1976年4月30日  | ☆    | 10R       | 判定3-0 | ロイ・ウィリアムズ             | アメリカ合衆国       |                                         |
| 23           | 1977年1月16日  | ☆    | 8R        | 判定3-0 | トム・プラーター               | アメリカ合衆国       |                                         |
| 24           | 1977年3月17日  | ☆    | 5R        | TKO     | ホレス・ロビンソン             | アメリカ合衆国       |                                         |
| 25           | 1977年9月14日  | ☆    | 7R 0:47   | TKO     | フレッド・フープ               | アメリカ合衆国       |                                         |
| 26           | 1977年11月5日  | ☆    | 10R 1:38  | TKO     | アイバー・アリントン           | アメリカ合衆国       |                                         |
| 27           | 1978年3月25日  | ☆    | 12R       | 判定3-0 | アーニー・シェーバース         | アメリカ合衆国       |                                         |
| 28           | 1978年6月9日   | ☆    | 15R       | 判定2-1 | ケン・ノートン                 | アメリカ合衆国       | WBC世界ヘビー級タイトルマッチ           |
| 29           | 1978年11月10日 | ☆    | 7R 2:14   | KO      | アルフレッド・エヴァンゲリスタ | ウルグアイ           | WBC防衛1                                |
| 30           | 1979年3月23日  | ☆    | 7R 2:38   | TKO     | オッシー・オカシオ             | プエルトリコ         | WBC防衛2                                |
| 31           | 1979年6月22日  | ☆    | 12R 0:44  | TKO     | マイク・ウィーバー             | アメリカ合衆国       | WBC防衛3                                |
| 32           | 1979年9月28日  | ☆    | 11R 2:00  | TKO     | アーニー・シェーバース         | アメリカ合衆国       | WBC防衛4                                |
| 33           | 1980年2月3日   | ☆    | 6R 2:39   | KO      | ロレンゾ・ザノン               | イタリア             | WBC防衛5                                |
| 34           | 1980年3月31日  | ☆    | 8R 2:56   | TKO     | リロイ・ジョーンズ             | アメリカ合衆国       | WBC防衛6                                |
| 35           | 1980年7月7日   | ☆    | 7R 2:05   | TKO     | スコット・ルドゥー             | アメリカ合衆国       | WBC防衛7                                |
| 36           | 1980年10月2日  | ☆    | 10R 終了  | TKO     | モハメド・アリ                 | アメリカ合衆国       | WBC防衛8 リングマガジン王座獲得         |
| 37           | 1981年4月11日  | ☆    | 15R       | 判定3-0 | トレバー・バービック           | ジャマイカ           | WBC防衛9                                |
| 38           | 1981年6月12日  | ☆    | 3R 2:34   | TKO     | レオン・スピンクス             | アメリカ合衆国       | WBC防衛10                               |
| 39           | 1981年11月6日  | ☆    | 11R 1:05  | TKO     | レナルド・スナイプス           | アメリカ合衆国       | WBC防衛11                               |
| 40           | 1982年6月11日  | ☆    | 13R 2:52  | TKO     | ジェリー・クーニー             | アメリカ合衆国       | WBC防衛12                               |
| 41           | 1982年11月26日 | ☆    | 15R       | 判定3-0 | ランドール・"テックス"・コブ   | アメリカ合衆国       | WBC防衛13                               |
| 42           | 1983年3月27日  | ☆    | 12R       | 判定3-0 | ルシアン・ロドリゲス           | フランス             | WBC防衛14                               |
| 43           | 1983年5月20日  | ☆    | 12R       | 判定2-1 | ティム・ウィザスプーン         | アメリカ合衆国       | WBC防衛15                               |
| 44           | 1983年9月10日  | ☆    | 5R 1:28   | TKO     | スコット・フランク             | アメリカ合衆国       | WBC防衛16                               |
| 45           | 1983年11月25日 | ☆    | 1R 2:57   | TKO     | マーヴィス・フレージャー       | アメリカ合衆国       | WBC防衛17                               |
| 46           | 1984年11月9日  | ☆    | 12R 2:10  | TKO     | ジェームス・スミス             | アメリカ合衆国       | IBF防衛1                                |
| 47           | 1985年3月15日  | ☆    | 10R 2:58  | TKO     | デビッド・ベイ                 | アメリカ合衆国       | IBF防衛2                                |
| 48           | 1985年5月20日  | ☆    | 15R       | 判定3-0 | カール・ウィリアムス           | アメリカ合衆国       | IBF防衛3                                |
| 49           | 1985年9月21日  | ★    | 15R       | 判定0-3 | マイケル・スピンクス           | アメリカ合衆国       | IBF陥落                                 |
| 50           | 1986年4月19日  | ★    | 15R       | 判定1-2 | マイケル・スピンクス           | アメリカ合衆国       | IBF世界ヘビー級タイトルマッチ           |
| 51           | 1988年1月22日  | ★    | 4R 2:55   | KO      | マイク・タイソン               | アメリカ合衆国       | WBA・WBC・IBF世界ヘビー級タイトルマッチ |
| 52           | 1991年4月7日   | ☆    | 331R 2:03 | TKO     | ティム・アンダーソン           | アメリカ合衆国       |                                         |
| 53           | 1991年8月13日  | ☆    | 10R       | 判定3-0 | エディ・ゴンザレス             | アメリカ合衆国       |                                         |
| 54           | 1991年8月24日  | ☆    | 4R 1:18   | TKO     | マイケル・グリア               | アメリカ合衆国       |                                         |
| 55           | 1991年9月17日  | ☆    | 10R       | 判定3-0 | アート・カード                 | アメリカ合衆国       |                                         |
| 56           | 1991年11月12日 | ☆    | 1R 1:57   | TKO     | ジェイミー・ハウ               | アメリカ合衆国       |                                         |
| 57           | 1992年2月7日   | ☆    | 12R       | 判定3-0 | レイ・マーサー                 | アメリカ合衆国       |                                         |
| 58           | 1992年6月19日  | ★    | 12R       | 判定0-3 | イベンダー・ホリフィールド     | アメリカ合衆国       | WBA・WBC・IBF世界ヘビー級タイトルマッチ |
| 59           | 1993年1月5日   | ☆    | 10R       | 判定3-0 | エベレット・マーティン         | アメリカ合衆国       |                                         |
| 60           | 1993年3月9日   | ☆    | 4R 終了   | TKO     | ロッキー・ペペリ               | アメリカ合衆国       |                                         |
| 61           | 1993年4月13日  | ☆    | 7R 終了   | TKO     | ケン・ラクスタ                 | カナダ               |                                         |
| 62           | 1993年5月18日  | ☆    | 6R 終了   | TKO     | ポール・ポワリエ               | アメリカ合衆国       |                                         |
| 63           | 1993年9月28日  | ☆    | 10R       | 判定3-0 | ホセ・リバルタ                 | キューバ             |                                         |
| 64           | 1994年3月8日   | ☆    | 10R       | 判定3-0 | ガーリング・レーン             | アメリカ合衆国       |                                         |
| 65           | 1994年9月8日   | ☆    | 10R       | 判定3-0 | ジェシー・ファーガソン         | アメリカ合衆国       |                                         |
| 66           | 1995年4月8日   | ★    | 12R       | 判定0-3 | オリバー・マッコール           | アメリカ合衆国       | WBC世界ヘビー級タイトルマッチ           |
| 67           | 1995年9月19日  | ☆    | 10R       | 判定3-0 | エド・ドナルドソン             | アメリカ合衆国       |                                         |
| 68           | 1996年1月19日  | ☆    | 4R 2:41   | KO      | カーティス・シェパード         | アメリカ合衆国       |                                         |
| 69           | 1996年4月16日  | ☆    | 10R       | 判定3-0 | クイン・ナバラ                 | アメリカ合衆国       |                                         |
| 70           | 1996年6月16日  | ☆    | 8R 1:13   | KO      | アンソニー・ウィリス           | アメリカ合衆国       |                                         |
| 71           | 1997年1月24日  | ★    | 12R       | 判定1-2 | ブライアン・ニールセン         | アメリカ合衆国       | IBO世界ヘビー級タイトルマッチ           |
| 72           | 1997年7月29日  | ☆    | 10R       | 判定2-1 | モーリス・ハリス               | アメリカ合衆国       |                                         |
| 73           | 1999年6月18日  | ☆    | 8R 2:00   | TKO     | ジェームス・スミス             | アメリカ合衆国       |                                         |
| 74           | 2000年11月17日 | ☆    | 6R 0:45   | TKO     | マイク・ウィーバー             | アメリカ合衆国       |                                         |
| 75           | 2002年7月27日  | ☆    | 10R       | 判定3-0 | バタービーン                   | アメリカ合衆国       |                                         |
| テンプレート |                |      |           |         |                                |                      |                                         |